# Марково (селище, Кетовський район)
Ма́рково (рос. Марково) — селище у складі Кетовського району Курганської області, Росія. Входить до складу Світлополянської сільської ради.
Населення — 36 осіб (2010, 66 у 2002).